# بوسكو أنتيتش
بوسكو أنتيتش، من مواليد 7 يناير 1945، وتوفي في 3 ديسمبر 2007، لاعب كرة قدم يوغسلافي سابق، ومدرب كرة قدم بوسني سابق.
لعب مع منتخب يوغسلافيا لكرة القدم.

## مسيرته الكروية
لعب بوسكو أنتيتش خلال مسيرته الاحترافية مع 3 أندية في أحد عشر موسمًا وسجل خلالها 119 هدف ضمن 305 مباراة. ولم يفز بأي موسم بالكأس وفاز في موسم واحد بالدوري.
خاض بوسكو أنتيتش مسيرته مع نادي ساراييفو في موسم 1966–67 ليلعب معه ستة مواسم، مشاركًا في 153 مباراة سجل خلالها 47 هدفًا. ثم انتقل إلى نادي أنجيه في موسم 1972–73 واستمر معه طيلة ثلاثة مواسم، حيث شارك في 103 مباراة سجل خلالها 44 هدفًا. لينتقل بعدها إلى نادي كاين في موسم 1975–76 ولمدة موسمين، مشاركًا في 49 مباراة سجل خلالها 28 هدفًا.

## روابط خارجية
- بوسكو أنتيتش على موقع قاعدة بيانات كرة القدم.إي يو (الإنجليزية)
- بوسكو أنتيتش على موقع ناشيونال فوتبول تيمز (الإنجليزية)
- بوسكو أنتيتش على موقع عالم كرة القدم.نت (الإنجليزية)